# SN 2000ez
SN 2000ez – supernowa typu II odkryta 24 listopada 2000 roku w galaktyce NGC 3995. W momencie odkrycia miała maksymalną jasność 16,80m.